# Adoma
 (mars 2024).
Adoma (anciennement Sonacotra) est une société d'économie mixte, filiale du groupe CDC Habitat (Caisse des dépôts et consignations) qui a été créée en 1956 par l'État français pour accueillir les travailleurs immigrés.
En 2010, Adoma a lancé un plan de rénovation de son patrimoine pour transformer peu à peu des chambres en studios disposant du confort nécessaire. Adoma développe également son parc immobilier (construction neuves, prises en gestion, acquisitions-améliorations, etc.).
L'accompagnement social de ses clients est au cœur des missions d'intérêt général d'Adoma.
Présente sur l'ensemble du territoire national, elle loge ou héberge plus de 88 000 personnes qui ont des difficultés à accéder à un logement de droit commun : jeunes en insertion, travailleurs en situation de précarité, bénéficiaires de minima sociaux, travailleurs migrants, familles monoparentales, etc.
Adoma est également aujourd'hui le premier opérateur sur le plan national en matière d'hébergement et d'accompagnement des demandeurs d'asile.

## Places d’hébergement
Adoma compte 3 779 places d’hébergement généraliste réparties au sein de différents dispositifs :
- HUAS : Dispositif Hébergement d’Urgence et d’Accompagnement Social (HUAS) créé en 2016 par le Ministère du Logement qui vise à l’hébergement et à l’accompagnement social de personnes en situation de grande précarité et sans-abri ou mal logées[3] ;
- CHS : Centres d’hébergement et de stabilisation (CHS) destinés à l’accueil d’un public très éloigné de l’insertion et en rupture avec les structures classiques. Ces centres proposent un accompagnement social leur permettant de se stabiliser et de favoriser leur orientation ultérieure vers des structures adaptées à leur situation[3] ;
- CHRS : Centres d’hébergement et de réinsertion sociale (CHRS) qui offrent aux personnes connaissant de graves difficultés d’ordre économique et social, un hébergement ainsi qu’un projet de prise en charge socio-éducatif individualisé et global (logement, travail, formation, santé…)[3] ;
- CHU : Centres d’hébergement d’urgence (CHU) destinés à apporter des solutions immédiates et de courte durée à des demandes urgentes en offrant des prestations de première nécessité (abri de nuit, couvert, hygiène…) à des personnes sans-abri ou brutalement confrontées à une absence de logement[3] ;
- L’hébergement asile : à leur arrivée une grande majorité des demandeurs d’asile sont sans ressources, ni logement et sont admis sur le territoire français au titre de l’asile dans le cadre du Dispositif National d’Accueil (DNA). L’équipe Adoma organise l’accueil et l’hébergement des demandeurs d’asile, ainsi que le suivi socio-administratif pendant toute la durée de la procédure. Derrière des acronymes nombreux (CADA, HUDA, CPH…) se cache une vocation unique : mettre à l’abri les personnes et les accompagner dans leur demande de protection[3].

## Chiffres-clé
Plus de 83 000 logements dont :
- 423 résidences sociales
- 70 pensions de famille
- 30 résidences Kamino
- 101 foyers

Plus de 3 000 salariés.

## Histoire

### Loger les travailleurs
La Sonacotral (SOciété NAtionale de COnstruction de logements pour les TRAvailleurs ALgériens) est créée en 1956 pour régler le problème de l'habitat insalubre des travailleurs originaires d'Algérie (environ  150 000 Algériens — actifs ou non — vivant dans des bidonvilles, en particulier autour de Paris, ou dans d'autres logements précaires). Pour faire face à la pénurie de logements, elle construit son premier foyer en 1959 à Argenteuil.
Son premier président, de 1956 à 1977, a été une personnalité importante de la politique de l'après-guerre ; ancien ouvrier venu à la politique par la résistance, Eugène Claudius-Petit, théoricien et militant de l'aménagement du territoire, fut le principal ministre de la reconstruction sous la IVe République, avant que son opposition à De Gaulle ne l'éloignât des fonctions gouvernementales. Par la suite, le PDG est toujours désigné par le gouvernement français et a le statut de préfet.
Devenue Sonacotra à l'indépendance de l'Algérie, l'entreprise se développe particulièrement à partir du milieu des années 1960, du fait de la demande en main-d'œuvre de l'industrie d'une part et, d'autre part, de la politique de l'État après le vote de la loi Debré en 1964 pour la résorption des bidonvilles. Si la Sonacotra loge aussi des familles, elle se spécialise dans l'accueil des travailleurs « isolés » (mais le plus souvent mariés avec une femme restée au pays) qui représentent 96 % de sa clientèle en 1973.
Jusqu'à la fin des années 1960, la situation faite aux travailleurs immigrés dans les foyers qui accueillent aussi maintenant de nouvelles populations originaires pour beaucoup d'Afrique sub-saharienne attire peu l'attention. Mais, dès le début des années 1970, les conflits se multiplient du fait du délabrement précoce des bâtiments, de l'autoritarisme de la direction, d'un statut administratif qui prive les résidents du statut de locataire et des droits afférents.

### Un long affrontement
La longue grève des loyers qui a opposé de 1975 à 1980 les résidents à la direction pour protester contre l'augmentation des loyers, obtenir un assouplissement des contraintes imposées dans les foyers, dénoncer la surveillance dont ils faisaient l'objet et obtenir la reconnaissance de comités de résidents élus a été une des luttes sociales les plus longues et les plus importantes de l'époque. Expérience fondatrice, elle a initié les mouvements de revendication des immigrés en France, notamment celui des « sans-papiers ». Si les « grèves des loyers » étaient récurrentes dans les foyers de travailleurs migrants depuis la fin de mai 68, celle portée par les résidents de la Sonacotra, rejoints par ceux d'autres associations, fut de loin la plus importante et la plus médiatisée. Le Gisti et la Cimade ont alors appuyé ces luttes, notamment en portant plainte.
La « grève des loyers » débute en janvier 1975 avec les résidents du foyer Romain Rolland de Saint-Denis, en majorité originaires d'Algérie avec une forte minorité issue du Mali et du Sénégal. À la suite de l'annonce de l'augmentation générale des loyers de 30 %, la plateforme de revendications du comité des résidents est reprise en septembre par un Comité de coordination des foyers en lutte qui ne sera jamais reconnu par la Sonacotra et le gouvernement. En l'absence de négociation le conflit se durcit (expulsions de résidents des foyers et même du territoire en avril 1976) et se politise.
Le meeting organisé par le Comité de coordination le 21 février 1976 à la Mutualité marque la politisation publique du mouvement, et l'expulsion de France d'une quinzaine de grévistes délégués, les 8 et 16 avril 1976, l'implication directe dans le conflit de l'État propriétaire et commanditaire de la Sonacotra.
Quand la grève a été arrêtée, la Sonacotra avait satisfait un certain nombre d'exigences des comités de résidents, en particulier la reconnaissance de comités de résidents élus et l'assouplissement de certaines règles. En revanche, les résidents n'obtiendront pas le statut de locataire, qui constituait un des enjeux essentiels de la lutte, pas plus que la reconnaissance du Comité de coordination.
Le 16 septembre 1979 la direction de la SONACOTRA a aussi subi le deuxième attentat revendiqué par Action directe.

### Mise en cause dans des rapports parlementaires et critiques
Depuis les années 1980 des rapports parlementaires s'inquiètent de la présence dans les foyers d'étrangers en situation irrégulière (« sans-papiers ») et de l'existence de trafics illégaux (Rapport Cuq).

### Attentats
En 1988, deux attentats à l'explosif sont perpétrés contre des foyers proches de Nice ; le deuxième fait un mort et douze blessés en décembre à Cagnes-sur-Mer. Le Parti nationaliste français et européen (PNFE), un temps mis en cause, ne sera pas poursuivi après la prononciation d'un non-lieu en 1991.

### Du travailleur aux exclus
Cependant la population de la Sonacotra évolue. Si des foyers demeurent des établissements regroupant une population active et homogène, d'autres souffrent de la cessation des activités économiques qui avait justifié leur construction et une partie de la population d'origine vieillit sur place. Elle est de manière générale touchée par la précarisation et la Sonacotra est aussi appelée à répondre aux besoins d'une nouvelle population, composée à partir de 1992 aussi de Français.

## Une difficile reconversion
Appelée à jouer un rôle d'intégration, la Sonacotra connaît en même temps une restructuration difficile. Elle s'oriente vers le marché libre du logement et en juin 1990, plusieurs syndicats (CFDT, CFTC, CGC et FO) et le MRAP, relayés par plusieurs élus communistes, dénoncent la dégradation des conditions de sécurité et de vie dans les foyers du fait notamment d'importants licenciements de personnel (1 100 en deux ans)[réf. nécessaire].
Un rapport de la Cour des comptes mettant en cause la gestion de la Sonacotra, son PDG Michel Gagneux démissionne et la Sonacotra porte plainte contre lui, le 10 février 1993, pour « abus de confiance, abus de biens sociaux et abus de pouvoirs ». C'est donc dans des conditions difficiles que la Sonacotra doit faire face à ses nouvelles missions et à une situation sociale délicate.
Au fur et à mesure, la Société loge des publics qui se diversifient. En 1993, à la demande des pouvoirs publics, Adoma élargit son objet social à tous ceux qui, salariés ou sans emploi, ne trouvent pas à se loger dans le parc traditionnel. En 1993, le premier hôtel social est conçu par la Sonacotra à Evry (91) en banlieue parisienne, précurseur des résidences sociales qui vont être associées à un accompagnement social. La première résidence sociale est inaugurée l’année suivante à Evry (91) et obtient le Prix de l’Equerre d’Argent décerné par Le Moniteur (architecte : Catherine Dormoy).
La nouveauté du programme de création de ces résidences tient à l’association des municipalités et des services déconcentrés de l’État concernés par le projet social qui a pour but d’anticiper le peuplement des logements et de préciser les modalités d’accompagnement du public accueilli.
La résidence sociale sera l’occasion de modifier les discours sur la population logée dans les foyers. Pour la Sonacotra, l’argumentaire se focalise surtout sur la possibilité de réorienter l’activité vers les familles monoparentales et les jeunes.
En 1995 une étude révèle qu'un tiers des résidents SONACOTRA est au chômage, pour une population encore aux trois quarts ouvrière qui bénéficie de revenus parmi les plus faibles. Si les loyers sont de plus en plus pris en charge par des allocations publiques (APL), la Sonacotra reste depuis ses débuts subventionnée par des fonds publics, en particulier par le Fonds d'Aide et de Soutien pour l'Intégration et la Lutte contre les Discriminations (FASILD), établissement public issu du Fonds d'Action sociale pour les travailleurs musulmans d'Algérie en métropole et pour leur famille (FAS).
Le vieillissement des résidents retraités inquiète les pouvoirs publics et gestionnaires et fait l'objet de plusieurs rapports et d'une étude de l'Unesco. En 2004, Michel Pélissier, le PDG, reconnaît les problèmes d'intégration que pose l'habitat en foyer : « Nous nous sommes trompés. Ils ne sont pas tout à fait chez eux ici mais pas non plus au bled. Le seul endroit où ils se sentent à l'aise, c'est le foyer. Ils se sont installés dans une migration alternée. »
Cependant les foyers connaissent une évolution diverse et certains restent des lieux très actifs d'accueil d'immigrants, en particulier originaires d'Afrique subsaharienne.
En 2006, la Sonacotra est renommée Adoma pour un coût de 900 000 euros. En 2007, en optant pour un nouveau nom, Adoma (“vers la maison” en latin), l’entreprise acte l’évolution de sa clientèle qui entraîne également celle de ses métiers. Elle accompagne alors 71 000 personnes logées et 7 035 personnes hébergées.
En 2009, selon le magazine Capital, la Mission interministérielle d'inspection du logement social (Miilos) rend un « rapport accablant » sur la gestion de la société.
Après une première augmentation du capital en 2006 de 88 millions d’euros, un pacte d’actionnaires a été signé en 2010 entre l’État et CDC Habitat, confiant la gestion de la société au groupe CDC Habitat. En sus d’un apport de capital complémentaire de 50 millions d’euros et de la mise en œuvre d’un plan de sauvegarde de l’emploi (entraînant le départ de 307 salariés), le groupe CDC Habitat est progressivement devenu l’actionnaire majoritaire aux côtés de l’État.
Comment la Sonacotra, devenue Adoma, s’est-elle redressée économiquement ?
Le redressement d’Adoma s’est opéré grâce à plusieurs facteurs :
- La recapitalisation de la société de l’ordre de 122 M€ (50 M€ apportés par l’État et 72 M€ par la SNI de fin 2006 à juin 2015, avec un capital social qui passe de 11 M€ en 2006 à 133 M€ à ce jour[Quand ?]) ;
- Deux avances en compte courant pour un montant total de 50 M€ (25 M€ Action Logement et 25 M€ SNI) remboursés fin 2019 ;
- La transformation d’une avance en subvention d’investissement de 37 M€ de la part de l’État dans le cadre du plan de relance signé le 25 mars 2009 ;
- Un plan de réduction de certains coûts, avec notamment la mise en œuvre d’un plan de sauvegarde de l’emploi en 2011

Pour autant, la crise de l’énergie rend aujourd’hui[Quand ?] fragile le modèle économique des entreprises œuvrant dans cette branche du logement social qu’est le logement accompagné.

### De nouvelles missions
Depuis mars 2017, Adoma dispose d'un parc supplémentaire de plus de 7 000 places d'hébergement accompagné. Une réponse à la demande de l’État qui souhaitait mettre à l'abri les personnes à la rue en leur assurant l'accompagnement nécessaire vers l'accès au droit commun et l'insertion sociale.
Ces places venaient offrir une réponse aux dispositifs d'accueil saturés des grandes agglomérations en proposant une solution à coût maîtrisé : 6 000 de ces 7 000 places ont pu s’ouvrir dans d’anciens hôtels – transformés en « Résidences Hôtelières à Vocation Sociale » RHVS - qui ont fait l’objet de travaux importants d’adaptation et de rénovation.
Ces hôtels ont été acquis par une filiale du Groupe CDC Habitat, Ampère Gestion, via un fonds constitué d'investisseurs institutionnels et intitulé le fonds "Hémisphère". Ces RHVS peuvent accueillir tant des familles que des personnes isolées. Les histoires de vie auxquelles sont confrontées les équipes Adoma sont marquées par la grande précarité qui touche les personnes arrivant au sein de nos structures.[réf. nécessaire]
Le champ du logement accompagné recouvre ainsi les foyers de travailleurs migrants, les résidences sociales, les pensions de famille, les résidences pour jeunes actifs et les foyers de jeunes travailleurs, mais Adoma ne met pas seulement à disposition un toit pour les personnes qu’elle loge. Elle s’inscrit également dans une dynamique d’insertion par le logement. Elle permet à ses résidents de gagner en autonomie[réf. nécessaire] et de pouvoir vivre dans un logement social classique ou privé.
Ainsi, Adoma s’est dotée d’une stratégie d’accompagnement auprès des résidents avec la structuration d’une filière sociale et la définition d’un “programme d’interventions socles” : la santé, l’accès aux droits, l’insertion professionnelle, le parcours logement et la vie sociale, culture et loisirs. Des priorités d’accompagnement sont identifiées selon les publics : la lutte contre l’isolement et le maintien à domicile des publics vieillissants avec la mise en place d’unités de vie adaptées ; l’accès à la formation et à l’emploi pour les adultes et jeunes adultes cherchant à (re) trouver une activité professionnelle ; la mise en place de cours de français délivrés par des partenaires dans nos structures pour les personnes qui en éprouvent le besoin.
La présence quotidienne de salariés d’Adoma dans la résidence, l’équipement en mobilier des logements, leur maintenance, la gestion des réparations, la fourniture et le nettoyage des draps... font partie des services offerts de longue date par Adoma. Ils sont compris dans la redevance payée par les clients qui comprend mobilier, équipement, électricité, chauffage. Local vélos, local poussettes sont généralement prévus au sein des résidences. Des services additionnels sont venus s’y ajouter comme la mise à disposition d’une laverie, la fourniture à la demande de linge de toilette ou le nettoyage du logement.

## L'activité hébergement
Au-delà du cœur de métier du premier opérateur de logement très social accompagné, Adoma a fortement développé depuis les années 2000 son activité dédiée à l’hébergement.
À la demande des pouvoirs publics, et au gré des appels d’offres, Adoma met à l’abri 27 367 personnes (source Rapport annuel 2022) accueillies pour une durée temporaire (allant de quelques semaines à plus d’un an), dans des chambres avec espaces partagés (sanitaires, cuisines, salles d’activité), avec un accompagnement social.
En 2016, dans un contexte d’engorgement des structures d’hébergement d’urgence accentué par la crise migratoire et humanitaire, l’État lance deux appels d’offres afin de créer plus de 10 000 places d’hébergement enrichies d’un accompagnement social (5 351 places pour la mise à l’abri et l’accompagnement de demandeurs d’asile et 5 000 places pour l’accueil et l’accompagnement de familles issues du 115).

## Le Plan Stratégique de Patrimoine (PSP)
En 2011, Adoma a décidé d’élaborer son Plan Stratégique de Patrimoine (PSP), dont la mise en œuvre était prévue initialement sur une période de dix ans (2012-2021), et de s’atteler au défi que constitue le traitement de son parc d’anciens foyers de travailleurs migrants : 54 535 chambres fin 2011, sur les 72 331 lots que comptait son parc, dont 35 448 chambres de moins de 9m².
Au fil des actualisations, le PSP d’Adoma a été allongé et l’investissement considérablement augmenté, pour garantir l’objectif ambitieux de transformation de la totalité des chambres. Cet objectif repose notamment sur un rythme moyen de mise en chantier de près de 4 000 logements par an.
Ainsi, en 2031, tous les travaux nécessaires à la transformation de l’entièreté du parc en logement accompagné d’Adoma auront été engagés, grâce à la mobilisation de plus de 4,9 milliards d’euros d’investissement. En effet, à la fin du Plan Stratégique de Patrimoine, près de 100% des chambres dédiées à l’activité logement accompagné seront traitées.

## Chiffres clés
En 2023, Adoma accompagne plus de 88 000 personnes au sein de près de 82 000 logements dont :
- 65 574 logements pour l’activité de logement accompagné
- 16 310 logements dédiés à l’hébergement

## Dirigeants
- 1956-1977 : Eugène Claudius-Petit (président)
- 1979-1981 : Hervé de Charette (président)
- 1981-1986 : Ramón Casamitjana (président)
- février 1986-1992 : Michel Gagneux (président directeur général)
- février 1992 : Michel Roland (président), Bertrand Maréchaux (directeur général)
- 1995-1996 : Michel Desmet (président)[7]
- janvier 1996 : Dominique Bon (directeur général)[8]
- octobre 1998 : Michel Pélissier (président directeur général)[6]
- août 2008 : Pierre Mirabaud (président du Conseil d'Administration)[9]
- décembre 2010, Bruno Arbouet (directeur général)[10]
- juin 2015 : Jean-Paul Clément (directeur général)[11]
- octobre 2021 : Emmanuel Ballu (directeur général)[12]
- juin 2021 : Hugues Besancenot (Président)
- juin 2025 : Jean-Michel Mougard (Président)

### Grèves
- Mireille Galano, « Une lutte exemplaire », Plein Droit, GISTI, no 53-54, « Immigration : trente ans de combat par le droit », mars 2002.
- Assane Ba, Vingt ans après, Vacarme.  Entretien avec un leader du mouvement.
- Histoire politique du mouvement des foyers Sonacotra, Groupe pour la fondation de l'Union des Communistes de France Marxiste-Léniniste (UCFML), éditions Potemkine, 1981. Un récit détaillé des grèves d'un point de vue maoïste avec de nombreux documents d'époque.
- Choukri Hmed, "Contester une institution dans le cas d'une mobilisation improbable. La grève des loyers dans les foyers Sonacotra dans les années 1970", Sociétés contemporaines, no 65, avril 2007, p. 55-81.

### Modes de vie
- Marc Bernardot, Sonacotra, Enquête : le mode de vie des résidents en foyers pour isolés à la SONACOTRA : rapport final, 1995
- Rencontre avec les gens d'ici : les résidents des foyers Sonacotra d'Argenteuil, Territorial, « Essais » n) 4, 1999,  (ISBN 978-2-84130-259-8)

### Politique publique
- Cour des comptes, L'accueil des immigrants et l'intégration des populations issues de l'immigration, (Rapport au président de la république), novembre 2004, en particulier p. 31-39